# The Wrestler (rivista)
The Wrestler è una rivista statunitense specializzata nel wrestling professionistico, pubblicata con cadenza mensile tra il 1966 e il 2013 dalla Kappa Publishing Group.
La rivista, una delle più importanti e diffuse tra gli appassionati di wrestling, era considerata una "pubblicazione sorella" di Pro Wrestling Illustrated. Nel 2004 fu accorpata a Inside Wrestling in un'unica pubblicazione per poi essere interrotta nel 2013.
The Wrestler trattava del mondo del wrestling includendo articoli su lottatori delle federazioni più importanti all'epoca come World Wrestling Federation, American Wrestling Association e National Wrestling Alliance, tra le altre.

## Caratteristiche

### Predeterminatezza
La particolarità di The Wrestler era quella di cercare di non rompere la kayfabe, ovvero di riportare ciò che accade nel corso degli spettacoli come se essi non fossero predeterminati.